# Maskarenen
Die Maskarenen sind eine Inselkette rund 850 km östlich von Madagaskar um den 20. südlichen Breitengrad im Indischen Ozean. Zu ihnen zählen das französische Überseedépartement La Réunion, die Insel Mauritius und die zum Staat Mauritius gehörende Insel Rodrigues. Ein früherer Name von Réunion war Isle de Mascareigne oder Maskareneninsel.

## Geologie
Die Inseln liegen auf einem untermeerischen Hochplateau, dem 2300 km langen bogenförmigen, etwa 150.000 km² umfassenden Maskarenen-Plateau. Auf diesem erheben sich im Norden die überwiegend aus Granit gebildeten Seychellen, ein Teil des alten Kontinents Gondwana, während sein südlicher Teil durch den Réunion-Hotspot gebildet wurde. Dabei entstanden Mauritius vor 8–10 Millionen Jahren, Réunion und Rodrigues vor 2 Millionen Jahren. Die etwa 400 km nordöstlich von Mauritius gelegenen Cargados-Carajos-Inseln sind Korallenriffe, die sich über einem untergegangenen Vulkan gebildet haben. Sie gehören politisch zu Mauritius.

## Geschichte
Die Maskarenen wurden möglicherweise 1507 vom portugiesischen Seefahrer Diogo Fernandes Pereira (andere Quellen sprechen von 1505 oder 1510) entdeckt und 1512 von dem Portugiesen Pedro Mascarenhas wiederentdeckt. Doch soll bereits im 10. Jahrhundert ein arabischer Seefahrer die Inselgruppe gesichtet haben; sie ist auf einer Landkarte des arabischen Geographen Muhammad al-Idrisi von 1153 eingetragen. 1598 nahmen die Holländer Mauritius in Besitz, 1638 setzte die Besiedlung ein, doch zogen sich die Siedler 1710 wieder in die Kapkolonie zurück. Die französische Besiedlung Réunions begann 1640, Rodrigues war seit 1735 ständig besiedelt. Um 1520 erhielten La Réunion, Mauritius und Rodrigues nach ihrem Entdecker Pedro Mascarenhas als Archipel den Namen Maskarenen.

## Fauna
Bedingt durch ihre abgelegene Lage und dadurch, dass sie nie mit dem Festland verbunden waren, haben die Maskarenen eine sehr ungewöhnliche Tierwelt mit einem hohen Anteil endemischer Arten. Vor Ankunft der Menschen gab es dort mehrere Arten flugunfähiger Vögel, von denen viele inzwischen ausgestorben sind. Dazu zählen unter anderem Leguats Sumpfhuhn (Aphanapteryx leguati), der Mauritius-Papagei (Lophopsittacus mauritianus), der Rodrigues-Solitär (Pezophaps solitaria), der schon im 17. Jahrhundert ausgerottete Dodo (Raphus cucullatus) sowie das (allerdings physisch nicht belegte, aber aus Berichten bekannte) Maskarenen-Purpurhuhn (Porphyrio caerulescens). Die Taubenart Nesoenas rodericana war zwar flugfähig, hier aber führten die durch Europäer eingeschleppten Ratten dazu, dass keine Jungvögel dieser bodenbrütenden Vögel groß wurden. Außerdem gab es dort Riesenschildkröten der Gattung Cylindraspis, deren Panzer in unterschiedlichem Maße zurückgebildet waren.